# Dmitrij Lubimow
Dmitrij Nikołajewicz Lubimow, ros. Дмитрий Николаевич Любимов (ur. 26 lutego 1863 r., zm. 27 września 1942 r. w Paryżu) – rosyjski działacz państwowy, emigracyjny działacz polityczny, monarchista.
W 1881 r. ukończył imperatorską szkołę prawodawstwa, po czym pracował w ministerstwie sprawiedliwości, w której kierował biblioteką. Od 1886 r. w imieniu ministerstwa brał udział w wizytacjach terenowych organów wymiaru sprawiedliwości. Od 1896 r.  był zastępcą sekretarza stanu Rady Państwowej. W latach 1900–1901 pełnił funkcję kierującego sprawami sekretarza państwowego i tymczasowo oddziałem finansowym. Następnie kierował oddziałem spraw ogólnych Kancelarii Państwowej. Był członkiem różnych komisji i rad. W 1906 r. objął funkcję gubernatora Wilna. Jednocześnie w 1907 r. został sekretatrzem stanu Rady Państwowej z tytułem ochmistrza dworucesarskiego. Zebrał kolekcję autografów i portretów najbardziej znanych przedstawicieli literatury, nauki i spraw państwowych, która trafiła do Domu Puszkińskiego w Sankt Petersburgu. Od końca listopada 1917 r. do końca maja 1918 r. wypełniał obowiązki kierującego sprawami Kancelarii Państwowej. Został aresztowany przez CzeKa, ale wkrótce potem wypuszczono go na wolność. W 1919 r. wyjechał z Rosji do Polski. Stanął na czele Komitetu Rosyjskiego w Warszawie. Następnie przeniósł się do Berlina, a potem do Paryża. Działał w licznych emigracyjnych organizacjach rosyjskich, w tym był członkiem Związku Zjednoczonych Monarchistów we Francji. Występował z wykładami i odczytami. W 1926 r. uczestniczył w rosyjskim zjeździe zagranicznym w Paryżu.